# Аманат (ислам)
Ама́нат (араб. أمانة‎) — люди верности или люди чести, в общем смысле: вверенное на хранение, надёжность. То, что Аллах вверил, поручил людям. Понимается как отданное на ответственное хранение, как нематериальных ценностей (язык, культура, национальность), так и материальных (вещи, недвижимость).
Пример нематериального аманата: национальность, этнос, культура, язык, традиции, как национальные, так и семейные, история рода, генеалогическая информация и т. д.
Обычно передаётся в семье, вниз по родовой линии, от родителей к детям, из поколения в поколение.
Иногда передача национально-культурных ценностей происходит и вне семейной среды.
Например: в результате утраты языка люди учат его, либо самостоятельно, либо при помощи носителя этого языка. При этом передатчиком информации может быть как любой этнический носитель этого языка и культуры, так и человек, получивший эту информацию путём целенаправленного изучения, как в среде носителей, так и вне её.
Пример материального аманата: любое наследство, квартира отца, дом бабушки, доверенные на хранение вещи, квартира соседей на период их отъезда и т. д.